# Arquidiócesis de Gulu
La arquidiócesis de Gulu (en latín: Archidioecesis Guluensis, en inglés: Roman Catholic Archdiocese of Gulu) es una circunscripción eclesiástica de la Iglesia católica en Uganda. Se trata de una arquidiócesis latina, sede metropolitana de la provincia eclesiástica de Gulu. Desde el 2 de enero de 1999 su arzobispo es John Baptist Odama.

## Territorio y organización
La arquidiócesis tiene 27 945 km² y extiende su jurisdicción sobre los fieles católicos de rito latino residentes en los 7 distritos de: Amuru, Gulu, Kitgum y Pader en la región Septentrional.
La sede de la arquidiócesis se encuentra en la ciudad de Gulu, en donde se halla la Catedral de San José.
En 2021 en la arquidiócesis existían 29 parroquias.
La arquidiócesis tiene como sufragáneas a las diócesis de: Arua, Lira y Nebbi.

## Historia
La prefectura apostólica del Nilo Ecuatorial fue erigida el 12 de junio de 1923 con el breve Quae catholico del papa Pío XI, obteniendo el territorio del vicariato apostólico de Bahr el-Ghazal (hoy diócesis de Wau).
El 14 de julio de 1927 cedió una parte de su territorio para la erección de la prefectura apostólica de Bahr el-Gebel (hoy arquidiócesis de Yuba) mediante el breve Expedit ut del papa Pío XI.
El 10 de diciembre de 1934 la prefectura apostólica fue elevada a vicariato apostólico con la bula Ex divi Petri del papa Pío XI.
El 1 de diciembre de 1950 cambió su nombre por el de vicariato apostólico de Gulu.
El 25 de marzo de 1953 el vicariato apostólico fue elevado a diócesis con la bula Quemadmodum ad Nos del papa Pío XII. Originalmente era sufragánea de la arquidiócesis de Rubaga, que se convirtió en la arquidiócesis de Kampala en 1966.
El 23 de junio de 1958 cedió una porción de su territorio para la erección de la diócesis de Arua mediante la bula Qui summam del papa Pío XII.
El 22 de marzo de 1965 cedió una porción de su territorio para la erección de la diócesis de Moroto mediante la bula Ex quo Christus del papa Pablo VI.
El 12 de julio de 1968 cedió otra porción de su territorio para la erección de la diócesis de Lira mediante la bula Firmissima spe ducti del papa Pablo VI.
El 2 de enero de 1999 fue elevada al rango de arquidiócesis metropolitana con la bula Quo aptius provideretur del papa Juan Pablo II.

## Estadísticas
Según el Anuario Pontificio 2022 la arquidiócesis tenía a fines de 2021 un total de 1 034 169 fieles bautizados.
| Año                                                                             | Población            | Población | Población      | Sacerdotes | Sacerdotes    | Sacerdotes    | Bautizados por sacerdote | Diáconos permanentes | Religiosos | Religiosos | Parroquias |
| Año                                                                             | Bautizados católicos | Total     | % de católicos | Total      | Clero secular | Clero regular | Bautizados por sacerdote | Diáconos permanentes | Varones    | Mujeres    | Parroquias |
| ------------------------------------------------------------------------------- | -------------------- | --------- | -------------- | ---------- | ------------- | ------------- | ------------------------ | -------------------- | ---------- | ---------- | ---------- |
| 1950                                                                            | 166 243              | 1 038 000 | 16.0           | 49         | 10            | 39            | 3392                     |                      |            | 16         | 14         |
| 1970                                                                            | 248 615              | 484 034   | 51.4           | 60         | 8             | 52            | 4143                     |                      | 83         | 135        | 114        |
| 1980                                                                            | 301 059              | 657 705   | 45.8           | 48         | 11            | 37            | 6272                     | 1                    | 77         | 139        | 21         |
| 1990                                                                            | 308 500              | 702 500   | 43.9           | 54         | 33            | 21            | 5712                     | 1                    | 39         | 265        | 24         |
| 1999                                                                            | 760 565              | 1 453 244 | 52.3           | 60         | 29            | 31            | 12 676                   |                      | 45         | 345        | 22         |
| 2000                                                                            | 778 275              | 1 496 841 | 52.0           | 57         | 27            | 30            | 13 653                   |                      | 58         | 379        | 24         |
| 2001                                                                            | 431 448              | 856 448   | 50.4           | 64         | 37            | 27            | 6741                     |                      | 44         | 153        | 22         |
| 2002                                                                            | 447 600              | 886 800   | 50.5           | 64         | 36            | 28            | 6993                     |                      | 49         | 153        | 23         |
| 2003                                                                            | 610 057              | 1 048 208 | 58.2           | 56         | 28            | 28            | 10 893                   |                      | 51         | 180        | 23         |
| 2004                                                                            | 622 913              | 1 079 654 | 57.7           | 53         | 26            | 27            | 11 753                   |                      | 51         | 178        | 23         |
| 2006                                                                            | 655 281              | 1 145 405 | 57.2           | 53         | 28            | 25            | 12 363                   |                      | 51         | 169        | 23         |
| 2007                                                                            | 673 198              | 1 178 621 | 57.1           | 52         | 29            | 23            | 12 946                   | 4                    | 48         | 181        | 23         |
| 2013                                                                            | 833 372              | 1 446 014 | 57.6           | 83         | 57            | 26            | 10 040                   |                      | 46         | 190        | 26         |
| 2016                                                                            | 902 921              | 1 500 770 | 60.2           | 83         | 56            | 27            | 10 878                   |                      | 65         | 193        | 27         |
| 2019                                                                            | 988 054              | 1 649 695 | 59.9           | 92         | 64            | 28            | 10 739                   |                      | 75         | 164        | 27         |
| 2021                                                                            | 1 034 169            | 1 798 823 | 57.5           | 98         | 65            | 33            | 10 552                   |                      | 56         | 190        | 29         |
| Fuente: Catholic-Hierarchy, que a su vez toma los datos del Anuario Pontificio. |                      |           |                |            |               |               |                          |                      |            |            |            |

### Vida consagrada
Los institutos de vida consagrada y sociedades de vida apostólica que están presente en la arquidiócesis son: Misioneros Combonianos, Misioneras Combonianas, Hermanitas de María Inmaculada, Apóstoles de Jesús, Compañía de Jesús, Hermanos de San Martín de Porres, Hermanos Maristas, Hermanas de San José, Salesianos de Don Bosco, Hermanas de los Sagrados Corazones de Jesús y María y las Hermanas del Sagrado Corazón.

## Episcopologio
- Antonio Vignato, F.S.C.I. † (16 de julio de 1923-10 de diciembre de 1934 renunció)
- Angelo Negri, F.S.C.I. † (10 de diciembre de 1934-13 de noviembre de 1949 falleció)
- Giovanni Battista Cesana, F.S.C.I. † (1 de diciembre de 1950-19 de diciembre de 1968 renunció[nota 1])
- Cipriano Biyehima Kihangire † (19 de diciembre de 1968-9 de enero de 1988 renunció)
- Martin Luluga † (8 de febrero de 1990-2 de enero de 1999 nombrado obispo de Nebbi)
- John Baptist Odama, desde el 2 de enero de 1999